# Svínoy
Svínoy este o insulă situată în partea de nord-est a arhipelagului feroez, la est de insulele Borðoy și Viðoy. Numele insulei provine din vechea limbă norvegiană și se traduce ca Insula Porcului. Pe insulă există 7 culmi principale, altitudinea maximă se înregistrează în vârful Havnartindur (586 m). Singura așezare este satul omonim, din partea centrală a insulei.